# Friedrich Grebe
Georg Friedrich Carl Grebe (* 1. Januar 1873 in Neuhof; † 26. November 1931 in Berlin) war ein deutscher Lehrer und Politiker (Zentrum).

## Leben
Grebe besuchte zunächst die Volksschule und von 1886 bis 1895 das Gymnasium Josephinum Hildesheim. Mit einem hervorragenden Abschluss studierte er von 1895 bis 1899 er Philologie an der Westfälischen Wilhelms-Universität Münster. Dort schloss er sich der katholischen Studentenverbindung „Unitas“ an. Im Anschluss arbeitete er als Lehrer an den Gymnasien in Leer, ab 1900 in Meppen und ab 1902 in Lingen. 1904 nahm er eine Tätigkeit als Gymnasiallehrer in Osnabrück auf und führte die Amtsbezeichnung Professor.
Grebe trat in die katholische Zentrumspartei ein und setzte sich ab 1907 an führender Stelle für eine moderne Parteiorganisation im Osnabrücker Land ein. Als nach der Revolution von 1918 im preußischen Landtagswahlkreis Osnabrück-Oldenburg-Ostfriesland im Dezember 1918 eine neue Parteiorganisation geschaffen wurde, wählte man ihm zum Wahlkreisvorsitzenden.
Er war von 1919 bis 1921 Mitglied der Preußischen Landesversammlung und wurde anschließend in den Preußischen Landtag gewählt, dem er bis zu seinem Tode im Jahre 1931 angehörte. Grebe avancierte bald zu einem der wichtigsten Pressearbeiter der Partei. Er schrieb für eine Vielzahl von Presseorganen, vor allem für die hannoverschen Zentrumszeitungen, für die „Kölnische Volkszeitung“, für das Berliner Zentrumsorgan „Germania“ und für die „Allgemeine Rundschau“. Er verfasste zahlreiche programmatische Artikel zu politischen Fragen, beispielsweise im Vorfeld von Regierungsbildungen oder wichtigen innenpolitischen Entscheidungen. So kam er in den Ruf, inoffizieller Sprecher des Zentrumsvorstands zu und übte damit großen Einfluss auf die politische Diskussion innerhalb der Partei aus.
Nach dem altersbedingten Rücktritt des Hildesheimer Justizrats Joseph Förster als Vorsitzender der Zentrumspartei in der Provinz Hannover nahm der bisherige 2. Vorsitzende Grebe von November 1925 bis zu seinem Tod dieses Amt ein, wobei er bereits 1920 Mitglied des Landesausschusses, also des Vorstands, der preußischen Zentrumspartei geworden war. 1925 war er Delegierter der Provinz Hannover auf dem 4. Zentrumsparteitag in Kassel.
Der immens fleißige Grebe, der sich in vielen parlamentarischen Ausschüssen engagierte, war seit November 1924 als Beisitzer Mitglied des Reichsparteiausschusses der Zentrumspartei, also des Vorstandes der Zentrumspartei auf Reichsebene. 1930 wählte man ihn zum Mitglied des neu geschaffenen geschäftsführenden Vorstands des preußischen Zentrums, dem Leitungsgremium der Partei auf Landesebene.

## Schriften (Auswahl)
- Die Pläne einer Aufteilung Preußens. (Zentrumspolitik in Preußen, Heft 2), Berlin 1919.
- Einheitsstaat oder bundesstaatlicher Aufbau des Reiches? (Flugschriften des Generalsekretariats der studentischen Ortsgruppen der deutschen Zentrumspartei Nr. 2), Berlin (1920).
- Zentrum und Regierung (Zentrumspolitik in Preußen, Gruppe: Zeitfragen, Nr. 1a), Berlin 1920 (2. A. Osnabrück 1920).
- Reich und Länder (Zentrumspolitik in Preußen, Gruppe: Zeitfragen, Nr. 2 a), Berlin 1920.
- Das Zentrum und die Gebildeten (Zentrumspolitik in Preußen, Gruppe: Zeitfragen, Nr. 6), Berlin 1920.
- Zentrum und Landwirtschaft (Zentrumspolitik in Preußen, Gruppe: Zeitfragen, Nr. 8), (Berlin 1920).
- Das Zentrum als christliche Volkspartei (Zentrumspolitik in Preußen, Gruppe: Zeitfragen, Nr. 16), Berlin 1920.
- Sind wir national? (Schriftenreihe des Reichsverbandes der deutschen Windthorstbunde, Schrift Nr. 2), Berlin 1921.
- Zentrum und die deutschnationalen Katholiken (Flugschrift der Deutschen Zentrumspartei), Berlin 1924.